# Накамура, Хакуё
Хакуё Накамура  (яп. 中村白葉 накамура хакуё ); (23 ноября 1890 года - 12 августа 1974 года) - японский исследователь русской литературы, литературовед и переводчик. Президент Японской ассоциации русской литературы. Он перевел много произведений, включая «Полное собрание сочинений Чехова» и «Полное собрание сочинений Толстого». В 1967 году он был награждён орденом «Знак Почёта» СССР. В 1973 году награждён премией Японской академии искусств.

## Биография
Родился в Кобе. Настоящее имя – Тёзабуро. Другое имя – Тэнгай. После окончания коммерческой школы города Нагоя (в настоящее время, коммерческая средняя школа города Нагоя) в 1912 году он окончил кафедру русского языка в Токийской школе иностранных языков (в настоящее время Токийский университет иностранных языков), где учился у японского русиста Ясуги Садатоси. В университете Накамура познакомился с Ёнэкавой Масао, который был на год моложе его. Вместе с ним издавал журнал «Росиа бунгаку» (рус. «Русская литература») и, таким образом, начал знакомить японских читателей с русской литературой. После окончания учебы он работал в Железнодорожном агентстве, но ушел с работы и стал работать в журнальной редакции, так как очень хотел работать в литературной сфере.
В 1914 году, когда ему было 24 года, По просьбе Като Такэо, коллеги-корреспондента из издательства «Синтёся», Накамура опубликовал первый перевод с русского на японский романа «Преступление и наказание», который в то время в Японии читали в переводе «со вторых рук», с английского, выполненном Утидой Роаном. В 1915 году Накамура поступил на службу в издательство газеты «Асахи симбун», а в следующем году он начал работу в российском отделе внешнеторговой компании «Номура-гуми» и там работал в течение двух лет. В 1919 году Накамура ушёл со службы и перевёл роман «Анна Каренина». Кроме того в течение 1922 года Накамура опубликовал по частям автобиографический роман «Словно пчела» в газете «Фукуока нити-нити».
После землетрясения 1923 года он три с половиной года работал в отделе японской  литературы и искусства в информационном агентстве «Ниппон дэмпо цусин-ся», но затем уволился и с тех пор посвятил свою жизнь переводу русской литературы. Считается, что хотя теория перевода Хакуё «не ссылается напрямую на «Мои принципы художественного перевода» Футабатэя Симэя, но в основном следует утверждению Футабатэя о том, что если при переводе иностранного текста, думать только о смысле и делать на нём слишком большой акцент, можно разрушить оригинальный текст».
Накамура перевел большую часть произведений Толстого, Чехова и Пушкина. Сделал несколько переводов «Анны Карениной». С 1956 года, регулярно преподавал русскую литературу в рамках летнего семинара искусств Кидзаки-Накидайгаку (г.Омати, преф. Нагано). В городе Омати был установлен памятник Накамуре, на котором высечена  надпись: «Ничто не сравнится с фактами, нет ничего важнее них».

### Награды
- 1973：Награждён премией Японской академии искусств[3].

## Семья и родственники
- Жена Накамуры ─ дочь музыканта Сансо Кинэи (1847-1927).
- Зять и приёмный сын Накамуры – Накамура Тоору, специалист по русской литературе.

## Произведения
Литературная критика
- «Введение в литературу Толстого». Издательство «Юсиндо Бунка синсю» 1962

Художественные и автобиографические произведения
- «Словно пчела». Издательство «Кинсэйдо» 1923
- «Конь бледный и слепой». Издательство «Дайсан сёбо» 1948
- «Мои восемьдесят лет». Издательство «Кавадэ сёбо синся» 1971

Переводы русской литературы
- Ф. М. Достоевский, «Преступление и наказание»”. Издательство «Синтёся», 1914
- Л. Н. Толстой, «Анна Каренина», Полное собрание сочинений Толстого, том 11, издательство «Сюндзюся», 1920
- Ф. К. Сологуб, «Мелкий бес»”. Издательство «Собункаку», 1922
- М. П. Арцыбашев, «Санин»”. Издательство «Кинсэй-до», 1923
- М. Ю. Лермонтов, «Герой нашего времени»”. Издательство «Кинсэй-до», 1924
- А. Н. Афанасьев, «Сборник сказок Афанасьева», Серия «Сказки народов мира», Издательское общество. «Сказки народов мира», Русские сказки, 1924
- А. П. Чехов, «Жена и другие», Полное собрание Чехова., том 6, издательство «Синтёся», 1926
- Ф. М. Достоевский,  «Бедные люди», Полное собрание важнейших трудов мировых великих писателей, Общество издания Достоевского, 1927
- Л. Н. Толстой,  «Набег и другие произведения», Полное собрание сочинений Толстого, том 2, издательство «Иванами сётэн», 1929
- Л. Н. Толстой,  «Метель и другие произведения», совм. пер.с Ёнэкавой Масао, Полное собрание сочинений Толстого, том 3, издательство «Иванами сётэн», 1931
- Л. Н. Толстой., «Смерть Ивана Ильича и другие произведения», совм. пер.с Ёнэкавой Масао, Полное собрание сочинений Толстого, том 10, издательство «Иванами сётэн», 1930
- М. Горький,  «Челкаш», Полное собрание сочинений Горького, том 1, издательство «Каидзося», 1932
- Л. М. Леонов, «Барсуки», Полное собрание мировой литературы, издательство «Синтёся», 1932
- Л. Н. Толстой,  «Сказка об Иване-дураке и его двух братьях: Семене-воине и Тарасе-брюхане, и немой сестре Маланье, и о старом дьяволе и трех чертенятах». Издательство «Иванами-бунко», 1932
- И. А. Крылов, «Слон на воеводстве», Собрание басен Крылова, издательство «Сюнъёдо», 1932
- Ф. М. Достоевский,  «Записки из мёртвого дома». Издательство «Сюнъёдо», 1933
- Полное собрание Чехова в 18 томах,.Издательство «Кинсэй-до», 1933–1936
- И. Эренбург, «День второй», Полное собрание современной советской литературы, том 3. Издательство «Микаса-сёбо», 1935
- М. Горький, «На дне». Издательство «Иванами-бунко», 1936
- И. С. Тургенев, «Стихотворения в прозе», Полное собрание Тургенева том 9, издательство «Рокугэйся», 1936
- «Дневник писателя», совм. пер. с Ясаку Сэкигути, Полное собрание Достоевского том 15, издательство «Микаса-сёбо», 1937
- Л. М. Толстой, «Власть тьмы». Издательство «Синтё-бунко», 1939
- Н. В. Гоголь, «Ревизор”. Издательство «Синтёся», 1939
- Л. М. Толстой, «Братья - кавалеристы». Отрывки из романа «Война и мир». Издательство «Сюфунотомо», 1940
- И. А. Бунин, «Деревня», Серия «Нобелевская премия по литература», том 9, издательство «Киономондай», 1942
- К. А. Федин, «Братья», Серия «Новая мировая литература», том 9, издательство «Кавадэ-сёбо», 1942
- «Работник Емельян и пустой барабан», собрание русских сказок для детей, издательство «Аиикуся», 1947
- А. К. Толстой, «Князь Серебряный». Издательство «Довасюндзюся», 1949
- А. С. Пушкин, «Пиковая дама». Издательство «Сисакуся», 1950
- Ф. М. Достоевский, «Униженные и оскорблённые»”. Издательство «Довасюндзюся», 1951
- Л. Н. Толстой, «Крейцерова соната». Издательство «Кадокава-бунко», 1951
- А. П. Чехов, «Вишнёвый сад/Медведь». Издательство «Синтё-бунко», 1952 (прежний перевод)
- Л. М. Толстой, «Казаки». Издательство «Иванами-бунко», 1952
- А. П. Чехов, «Палата № 6/Дама с собачкой». Издательство «Синтё-бунко», 1952 (прежний перевод)
- А. П. Чехов, «Три сестры/Предложение». Издательство «Синтё-бунко», 1952 (прежний перевод)
- Л. М. Толстой, «Поликушка/Отец Сергий». Издательство «Согэй-ся», 1953
- «Сборник рассказов Горького». Издательство «Соугэи-ся», 1953
- А. П. Чехов, «Пари/ Красивая Женщина». Издательство «Синтё-бунко», 1953 (прежний перевод)
- А. П. Чехов, «Чайка». Издательство «Кадокава-бунко», 1953 (прежний перевод)
- П. П. Ершов, «Конёк-горбунок». Издательство «Нихон-сёбо», 1953
- Л. М. Толстой, «Севастополь». Издательство «Иванами-бунко», 1954
- А. С. Пушкин, «Повести Белкина». Полное собрание романов Пушкина, 1 том. Издательство «Синтё-бунко», 1954
- А. С. Пушкин, «Пиковая дама». Полное собрание романов Пушкина, 2 том. Издательство «Синтё-бунко», 1954
- А. С. Пушкин, «Капитанская дочка». Полное собрание романов Пушкина, 3 том. Издательство «Синтё-бунко», 1954
- Л. М. Толстой, «Война и мир». Полное собрание мировой литературы. Издательство «Кавадэ-сёбо», 1955
- Л. М. Толстой, «Детство. Отрочество. Юность». Полное собрание Толстого, 1 том. Издательство «Кавадэ-сёбо-синся», 1960
- Л. М. Толстой, «Собрание ранних работ». Полное собрание Толстого, 3 том. Издательство «Кавадэ-сёбо-синся», 1963